# Osječko ljeto kulture
Osječko ljeto kulture - OLJK je kulturna manifestacija u Hrvatskoj. Utemeljena je 2000. godine. Nositelj ove najveće kulturne manifestacije u istočnoj Slavoniji Grad je Osijek te se u organiziranju manifestacije kulturom obogaćuju više od dvadeset zatvorenih i otvorenih gradskih prostora.
Održava se od polovine lipnja do polovine srpnja. Program uobičajeno sadrži brojne književne, glazbene, dramske, filmske, novomedijske i plesne priredbe.

## Vanjske poveznice
- Mrežne stranica "Osječkog ljeta kulture"  Arhivirana inačica izvorne stranice od 9. lipnja 2021. (Wayback Machine)